# Roberto Avallone
Roberto Francisco Avallone (São Paulo, 22 de fevereiro de 1945 — São Paulo, 25 de fevereiro de 2019) foi um jornalista esportivo, radialista e apresentador de TV brasileiro.

## Biografia
Roberto Avallone nasceu no bairro central da Bela Vista, filho de Waldemar André Avallone e Palmira Olivia Caló. Frequentou o curso de Assistência Social na PUC São Paulo, sem concluí-lo.
Começou a carreira no jornal Mundo Esportivo, em 1966. No mesmo ano, foi para o jornal Última Hora, dirigido na época por Álvaro Paes Leme. Em 1967, foi para o Jornal da Tarde, onde ficaria por 23 anos, 12 deles como chefe de reportagem da seção de Esportes. Foi ainda no JT que obteve dois Prêmios Esso como chefe da equipe que fez a cobertura das Copas do Mundo de 1978, na Argentina, e de 1986, no México.
Em 1984, tornou-se diretor de esportes da TV Gazeta de São Paulo e, a partir do ano seguinte, passou a apresentar o programa Mesa Redonda, sempre com muita irreverência. Com matérias investigativas, reportagens, entrevistas e polêmicas, muitas vezes o programa foi líder de audiência, o que começou a chamar a atenção de outras emissoras para esse tipo de atração em suas grades. Cobriu outras quatro Copas do Mundo.
Desligou-se da emissora em 2003, quando se mudou para a RedeTV!, onde fez o RedeTV! Esporte e o Bola na Rede, até sair, em 2005. Nesse mesmo ano, foi contratado pela Bandeirantes. Entre 2005 e meados de 2007, apresentou os programas Esporte Total e Esporte Interativo, além de participar do Jornal da Band.
Também trabalhou nas rádios Eldorado, Jovem Pan, Globo, Bandeirantes, Capital, Record e BandNews FM.
Apresentou o programa No Pique, na CNT, de 2009 a 2012, e manteve um blog em parceria com o Universo Online até sua morte, em 2019.
Em 2015, foi contratado pelo SporTV, para debater semanalmente no programa Redação SporTV.
Avallone criou bordões em que geralmente pronunciava a pontuação contida na frase — por exemplo, ao apresentar um belo gol, exclamava "Que golaço, exclamação!" ou, ao fazer uma pergunta, dizia "O que será do Corinthians?, interrogação!". 

### Livros
Escreveu o livro As Incríveis Histórias do Futebol, pela Editora Tipo.

### Prêmios
| Ano  | Prêmio                                                                     | Categoria          | Resultado | Ref.  |
| ---- | -------------------------------------------------------------------------- | ------------------ | --------- | ----- |
| 2007 | Troféu ACEESP (Associação dos Cronistas Esportivos do Estado de São Paulo) | Troféu Eli Coimbra | Venceu    | [ 6 ] |
| 2008 | Troféu ACEESP (Associação dos Cronistas Esportivos do Estado de São Paulo) | Troféu Eli Coimbra | Venceu    | [ 7 ] |
| 2009 | Troféu ACEESP (Associação dos Cronistas Esportivos do Estado de São Paulo) | Troféu Eli Coimbra | Venceu    | [ 8 ] |

### Morte
Roberto Avallone morreu em decorrência de um infarto agudo do miocárdio. Chegou a ser socorrido por sua esposa Valéria Simeão e foi levado ao Hospital Santa Catarina, mas não resistiu a uma parada cardiorrespiratória.